# Gastón Salvatore
Gastón Salvatore (Valparaíso, 29 de septiembre de 1941-Venecia, 11 de diciembre de 2015) fue un escritor en lengua alemana de origen chileno.

## Vida
De madre chilena y padre italiano, Gastón Salvatore nació el 29 de septiembre de 1941 en Valparaíso (Chile). Su madre chilena, María Pascal Lyon, y su padre italiano, Ernesto Salvatore Vocca, se casaron en Italia, donde en 1937 nació su hermana Maria Vittoria Salvatore. El padre de Salvatore fue capturado por los japoneses durante la guerra y fue liberado por los americanos. La familia regresó de nuevo a Chile tras la guerra. 
Era sobrino de Salvador Allende. Estudió en la escuela americana, St. George's College. Cursó la carrera de Derecho en la Universidad de Chile, y finalizó sus estudios como jurista calificado y con el título de abogado. Paralelamente, estudió Economía y se diplomó como economista agrícola. Con una beca de posgrado, llegó a Berlín en 1965, donde estudió, en la Universidad Libre de Berlín, filosofía, sociología y ciencias políticas. Durante su época de estudiante, conoció a Hans Magnus Enzensberger, con el que mantuvo una amistad desde entonces. Fue Enzensberger el que alentó a Salvatore a escribir en alemán. El 11 de septiembre de 1973, el gobierno chileno de la "Unidad Popular" fue derrocado, y el presidente Allende murió. Gastón Salvatore, vivió el golpe de Estado en Alemania, donde se le retiró el pasaporte chileno. Salvatore se quedó en Berlín. 
Como amigo íntimo de Rudi Dutschke, Salvatore tomó parte activa en el movimiento estudiantil de los años 60 En 1969, fue condenado a nueve meses de prisión por disturbios. En 1975, Gastón Salvatore se instaló en Venecia, manteniendo su residencia en Berlín. 
Salvatore, que desde su traslado a Alemania escribía en alemán, editó a partir de septiembre de 1980, junto con Hans Magnus Enzensberger, la revista TransAtlantik, que había fundado en 1978.
De 1983 a 1984, Salvatore trabajó como freelance permanente para la revista "Stern", donde escribía retratos de las principales figuras de la RFA (República Federal de Alemania).

## Obras
En 1969, se estrenó en el Elizabeth Hall de Londres la poesía de Salvatore "Versuch über Schweine (Ensayo sobre los cerdos)", a la que Hans Werner Henze puso música. En 1971, tuvo lugar en Roma el estreno del ciclo de poesías, con música de Hans Werner Henze, "Der langwierige Weg in die Wohnung der Natascha Ungeheuer (El penoso camino hacia la casa de Natascha Ungeheuer)", que se retransmitió por radio en toda Europa. Este espectáculo, de larga duración, con 17 intérpretes, fue estrenado a continuación en Berlín, Washington y en otros teatros de ópera. 
En 1970, Gastón Salvatore trabajó para el director de cine Michelangelo Antonioni en la conclusión de "Zabriskie Point", y preparó una película, "Der Kaiser von China", que trata de los constructores de la primera muralla china. Esta película no se llegó a rodar. Gastón Salvatore utilizó estas investigaciones para su relato largo "Der Kaiser von China. Leben und Tod des Kaisers Ch’in Schi Huang Ti (El emperador de China), que fue publicado en 1980 por la editorial Carl Hanser.
El 7 de octubre de 1972, se estrenó, con motivo de la inauguración del Hessisches Staatstheater en Darmstadt, su obra de teatro "Büchners Tod (La muerte de Büchner)", que apareció ese mismo día publicada en la editorial Suhrkamp.
En 1973, Salvatore trabajó en Berlín en la novela de no-ficción "Der Mann mit der Pauke (Wolfgang Neuss)", que narra la vida de Wolfgang Neuss. El libro se publicó en 1974 en la editorial S. Fischer. 
De 1975 a 1976, escribió en Berlín las obras de teatro "Tauroggen", "Fossilien (Fósiles)" y "Freibrief (Carta blanca)". La obra "Freibrief"  (Carta blanca)" se estrenó en 1977 en Bochum, y le siguió el estreno en el Deutsches Schauspielhaus de Hamburgo. Además, Salvatore trabajó junto con Peter Zadek en el guion de la película "Frühlingserwachen" (Despertar de primavera) basada en el libro de Wedekind. Zadek propuso la adaptación cinematográfica de "Freibrief "(Carta blanca).
Hasta 1982, se publicó todos los meses en la revista mensual, fundada y editada por él y Hans Magnus Enzensberger, "TransAtlantik", un relato escrito por Gastón Salvatore de la serie "Waldemar Müller", que, posteriormente, se presentó en forma de libro a varias editoriales. La edición ampliada de 1993 (Die Andere Bibliothek (La otra biblioteca), editor Hans Magnus Enzensberger, Editorial Eichborn), incluye también relatos ambientados en el período posterior a la caída del muro. 
Tras varios años de preparación, apareció en 1985 en Venecia la obra de teatro "Stalin", que fue publicada en 1987 por la editorial Suhrkamp. El estreno tuvo lugar en octubre de 1987 en el Teatro Schiller de Berlín. Sinopsis de la editorial Suhrkamp: "La obra tiene lugar entre 1952/1953 en la dacha de Stalin, a 32 km de Moscú. Itsik Sager, un viejo actor y director del Teatro de Arte de Moscú, que está representando El Rey Lear, es llevado frente a Stalin, vestido con el traje de la representación. El miedo y la aprensión de Sager se apaciguan cuando Stalin, muy amable e interesado, entabla con él una conversación sobre El Rey Lear, y ambos declaman el texto distribuyéndose los papeles." La obra se representó exitosamente a nivel mundial. En el Teatro Círculo de Viena, la escenificó George Tabori, siendo retransmitida por televisión. En Karlsruhe, la escenificó el mismo Gastón Salvatore. "Stalin" fue traducido a numerosos idiomas, entre ellos, al polaco y al ruso.
En 1989, apareció el drama "Lektionen der Finsternis" (Lección de tinieblas) que se estrenó en Wiesbaden. Según el autor, en una entrevista en "Die Welt", del 2 de mayo de 1990, una obra en la que chocan unas con otras "diferentes concepciones de justicia". El "Tageszeitung" (29 de mayo de 1990) la calificó como una "obra de tesis, que obra de manera muy inteligente e ilustrada". Una recepción crítica encontró también su obra de teatro, estrenada en noviembre de 1991 en Essen, "King Kongo", que trata el tema de la Conferencia del Congo en Berlín de 1884/1885, y del genocidio en África Central. El vodevil fue publicado en 1991 por la editorial Suhrkamp. 
Le siguió el trabajo en las obras "Benito Cereno", "Der Kampf aus der Ferne", "Die Heimsuchung" y "Hess", que fueron publicadas en 1998 en una colección, por la editorial Suhrkamp. La obra de teatro "Hess" se estrenó en Weimar en 1998. Gastón Salvatore dijo acerca de la obra: "Hess no era un simpatizante desorientado. Él no sólo buscó y encontró al Führer, sino que prácticamente lo creó, y, finalmente, se rindió ciegamente a su criatura. "Da las buenas líneas a los chicos malos", es la máxima del escritor de teatro." En el marco del estreno en Heidelberg, surgió la pregunta desde el público de por qué Salvatore no trataba la figura de Salvador Allende. Este fue el motivo para comenzar a trabajar en el drama "Allende". Se trata de la primera obra de teatro que Salvatore escribió en español. En 2000, apareció la traducción en italiano de Franca Trentin y Paolo Vettore en la editorial Lisi. La editorial italiana, Scheiwiller, publicó en 2008 el volumen recopilatorio "Drammi politici" con las obras "Stalin", "Hess", "Allende" y, por primera vez, "Monsieur Joseph". El drama "Monsieur Joseph" se redactó en 2003 en lengua alemana, y se tradujo al italiano y al francés. El crítico italiano Alfonso Berardinelli dijo acerca de "Monsieur Joseph": "Las características judías de Monsieur Joseph pasan a ser de puramente comerciales, a políticas, heroicas y humanitarias, como en un juego de cartas acrobático". 
En 2007, se publicó el drama "Feuerland" (Tierra del Fuego) que se estrenó el 14 de noviembre de 2008 en el Burgtheater de Viena y fue publicada ese mismo año en la editorial Suhrkamp. Resumen de la obra: "En 1831, el capitán Robert FitzRoy abandona las costas de América del Sur al servicio de la Armada Británica. A bordo está el joven Charles Darwin, lleno de curiosidad por el mundo desconocido, y también tres indígenas de la Tierra de Fuego, que el capitán lleva de vuelta a su tierra natal, después de que él los hubiese secuestrado y hubiese querido "civilizarlos" en Londres. Darwin es escéptico: No cree en un éxito rápido de la educación. En la controversia, resuenan pensamientos de la teoría de la evolución de Darwin. Jemmy Button, el indígena de la Tierra de Fuego apreciado por el capitán, es objeto del estudio de ambos. Después de que los indígenas han desembarcado, se confirma la evaluación de Darwin. La ropa inglesa cede inmediatamente a la desnudez y pinturas de guerra. Cuando un misionero es masacrado, todo indica que el autor fue Jemmy Button. FitzRoy tiene que reconocer que su evaluación era falsa: Para la civilización, hay un largo camino".
El 1 de abril de 2009, tuvo lugar, en el Museo de Historia Natural de Karlsruhe en colaboración con el Teatro Nacional de Baden, una lectura escénica de "Feuerland (Tierra del Fuego)", como parte de una serie de eventos por el Año de Darwin.

## Críticas
Acerca de Büchners Tod (La Muerte de Büchner) (1972) se dijo: "Salvatore utiliza en su obra material histórico, pero los paralelismos vienen a la mente. La historia se convierte en película a través de la cual el presente se transparenta" (Editorial Suhrkamp). La crítica estaba dividida. Hellmuth Karasek tituló su crítica, que apareció el 13 de octubre de 1972 en Die Zeit, "Stirb und merde!". El canal de televisión ZDF grabó la actuación. Hoy en día, se sigue retransmitiendo en el canal de teatro de la ZDF.
Hans Magnus Enzensbewrger escribió en 1993 en su prólogo a Waldemar Müllers moralische Achterbahn. Un avance: "¡Un extranjero, por supuesto! Eso es lo que necesitábamos, que sea un extranjero el que nos muestre al verdadero alemán, y, precisamente, en alemán. Pues, Gastón Salvatore, chileno de nacimiento y pasaporte italiano, es desde hace veinte años poeta, dramaturgo, narrador, director y periodista alemán. En lugar de haberse mantenido, al igual que otros inmigrantes literarios, en el papel tradicional de escritor en el exilio; en lugar de haberse conformado con explicarnos la situación precaria de su tierra natal, él se ha ocupado, curiosamente desde el principio, de los alemanes".
En su discurso con motivo de la entrega del Premio Kleist en 1991 a Salvatore, Enzensberger ensalzó a su colega escritor, como un autor cuyo "amor por los alemanes, no será, después de todo, correspondido", y la "distancia que lo distingue, no será superada por ningún éxito".

## Vida política
Junto a sus estudios, Salvatore se comprometió políticamente y diseñó, junto con Rudi Dutschke y otros, la estructura que llevó finalmente al movimiento estudiantil en la República Federal. En 1969, Salvatore y Dutschke fueron acusados por ese motivo por graves perturbaciones del orden público. El proceso contra Dutschke se suspendió a causa del atentado contra él. Se condenó sólo a Gastón Salvatore a nueve meses de prisión sin libertad condicional.  El día de la sentencia, Gastón Salvatore huyó a Italia. Más tarde a Londres y a Chile.
Durante la entrega de llaves en la inauguración del Hessisches Staatstheater de Darmstadt, el 7 de octubre de 1972, Gastón Salvatore fue arrestado en las nuevas estancias del dramático, ya que la amnistía, promulgada por el entonces canciller Willy Brandt para los miembros condenados por el movimiento estudiantil, sólo se aplicaba a ciudadanos alemanes.  Salvatore sugirió a los policías que preguntaran personalmente sobre el incidente al Presidente Federal, Gustav Heinemann, que asistía a la ceremonia. A raíz de eso, Salvatore obtuvo de inmediato un permiso de trabajo indefinido en Alemania.

## Premios
- 1972, Premio Gerhart Hauptmann
- 1991, Premio Kleist

## Obras
- Intellektuelle und Sozialismus, Wagenbach 1968
- Der langwierige Weg in die Wohnung der Natascha Ungeheuer (El penoso camino hacia la casa de Natascha Ungeheuer), 1971, Luchterhand
- Büchners Tod (La muerte de Büchner). Teatro, 1972, Fischer
- Wolfgang Neuss - Ein faltenreiches Kind, 1974, Fischer
- Fossilien (Fósiles). Teatro, 1976, Suhrkamp
- Freibrief (Carta blanca). Teatro, 1977, Suhrkamp
- Der Kaiser von China (El Emperador de China), 1980, Hanser
- Tauroggen. Teatro, 1982, Suhrkamp
- Waldemar Müller. Ein deutsches Schicksal, 1982, Eichborn
- Stalin. Teatro, 1985, Suhrkamp
- Lektionen der Finsternis (Lección de Tinieblas). Teatro, 1989, Suhrkamp
- King Kongo. Teatro, 1991, Suhrkamp
- Hess. Teatro, 1991, Suhrkamp
- Benito Cereno. Teatro, 1992, Suhrkamp
- Der Kampf aus der Ferne. Teatro, 1992, Suhrkamp
- Waldemar Müllers moralische Achterbahn. Un avance, Editorial Eichborn, 1993
- Der Bildstörer. Gastón Salvatore en una entrevista con Daniel Cohn-Bendit Edition q, Berlín 1994
- Venedig. Diccionario del conocedor, Editorial Beck, Munich 1995.
- Anleitungen zum Umgang mit schönen Frauen. Relatos, Europäische Verlagsanstalt, Hamburgo 1997
- Die Heimsuchung. Teatro, 1998, Suhrkamp
- Allende. Teatro, 2000, Suhrkamp
- Einladung zum Untergang, venezianische Hintertreppen, Editorial Picus, Viena 2000 (3ª edición del 2006) [también en audiolibro]
- Monsieur Joseph. Teatro, 2001, Suhrkamp